# Christine Schirra
Christine „Tilly“ Schirra (* 16. Dezember 1962; † 19. Mai 2019) war eine deutsche Fußballspielerin.

## Karriere
Schirra gehörte dem FC Hellas Marpingen als Abwehrspielerin an und kam 15-jährig im Finale um die Deutsche Meisterschaft im Hinspiel am 17. Juni 1978 und im Rückspiel am 25. Juni 1978 für ihre Mannschaft zum Einsatz. Der 1:0-Sieg im Rückspiel im Eppelborner Illtalstadion durch ein Eigentor von Christel Schreiber in der 20. Minute reichte für den Titelgewinn nicht aus, da das Hinspiel, in dem sie – in der 22. Minute für Ina Ruschmann eingewechselt – mitwirkte, mit 0:2 gegen den SC 07 Bad Neuenahr um ein Tor höher ausgefallen war.
Im späteren Verlauf ihrer Karriere spielte sie für die 1971 gegründete Frauenfußballmannschaft des SV Dirmingen, deren Trainerin sie über einen längeren Zeitraum auch gewesen ist. Ihr zu Ehren wurde die Ü35-Frauen-Mannschaft, die den Regionalverband Südwest im Wettbewerb um den DFB-Ü 35-Frauen-Cup vertritt, in Tilly's Kicker umbenannt.

## Erfolge
- Finalist Deutsche Meisterschaft 1978
- Saarländischer Meister 1978